# Raab-Katzenstein RK 2 Pelikan
Raab-Katzenstein RK 2 Pelikan je nemško enomotorno šolsko letalo proizvajalca Raab-Katzenstein-Flugzeugwerke iz 1920ih. 

V Sloveniji ga je pred drugo svetovno vojno uporabljal Letalski center Maribor.

## Specifikacije (Raab-Katzenstein RK 2A Pelikan)
Splošne karakteristike
- Posadka: 1 pilot
- Število sedežev: 1 potnikov
- Dolžina: 7,89 m ()
- Razpon kril: 10,90 m ()
- Višina: 2,7 m ()
- Površina kril: 26,80 m² ()
- Teža praznega letala: 570 kg ()
- Maks. vzletna teža: 840 kg ()
- Pogon letala: 1 ×  7 valjni zvezdni motor zračno hlajen 6,6 litrski Siemens & Halske Sh 11, 100 KM ()

 Zmogljivost 
- Maks. hitrost: 130 km/h (81 mph, 75 kn)
- Doseg: 560 km ()
- Višina leta: 3200 m ()
- Hitrost vzpenjanja: 1,3 m/s ()